# Earias rufopunctata
Earias rufopunctata är en fjärilsart som beskrevs av George Thomas Bethune-Baker 1906. Earias rufopunctata ingår i släktet Earias och familjen trågspinnare. Inga underarter finns listade i Catalogue of Life.